# یواس‌اس پالیزاد (ای‌ام-۲۷۰)
یواس‌اس پالیزاد (ای‌ام-۲۷۰) (به انگلیسی: USS Palisade (AM-270)) یک کشتی بود که طول آن ۱۸۴ فوت ۶ اینچ (۵۶٫۲۴ متر) بود. این کشتی در سال ۱۹۴۳ ساخته شد.